# Tjeckien i olympiska vinterspelen 1998
Tjeckien deltog med 61 deltagare vid de olympiska vinterspelen 1998 i Nagano. Totalt vann de en guldmedalj, en silvermedalj och en bronsmedalj.

## Medaljer

### Guld
- Josef Beránek, Jan Čaloun, Roman Čechmánek, Jiří Dopita, Roman Hamrlík, Dominik Hašek, Milan Hejduk, Jaromír Jágr, František Kučera, Robert Lang, David Moravec, Pavel Patera, Libor Procházka, Martin Procházka, Robert Reichel, Martin Ručínský, Vladimír Růžička, Jiří Šlégr, Richard Šmehlík, Jaroslav Špaček, Martin Straka och Petr Svoboda - Ishockey.

### Silver
- Kateřina Neumannová - Längdskidåkning, 5 km klassiskt.

### Brons
- Kateřina Neumannová - Längdskidåkning, skiathlon.